# 魔法の料理 かおすキッチン
『魔法の料理 かおすキッチン』（マジカルクッキング かおすキッチン）は、服部昇大の美少女戦士系魔法少女ギャグ漫画作品。『ジャンプスクエア』（集英社）にて2007年12月号から2009年6月号まで連載され、2009年6月から9月まで同誌のホームページにてWeb連載された。

## 概要
ふたりはプリキュアのような魔法少女ヒーローの体裁を取りながら、かなりブラックジョークを多く描き出す変則的なギャグ漫画である。流血描写や下ネタが非常に多い。画風や単行本の表紙なども意識的に70～80年代の少女漫画に似せて描かれているほか、少女漫画を皮肉るギャグも含まれている。
- 連載当初のページ数は9ページだったが、毎月2ページずつ増やし、2008年3月号では15ページの2本立てで掲載された。同年4月号も15ページ掲載だったが、5月号から毎月2ページ増やし、6月号から毎月19ページ掲載となる。
- ジャンプスクエアセカンドで、特別編を掲載（4ページ掲載）。さらに、週刊少年ジャンプ2008年31号では2本目の特別編を掲載（15ページ掲載）。
- 話数カウントは「第○○話」であるが、雑誌及び単行本掲載時は第4話前編・後編と表記し、本記事では第4話・第5話と表記している。掲載時の第5話以降は、第6話以降とする。

文芸誌「ダ・ヴィンチ」のwebサイト「ダ・ヴィンチ電子ナビ」は、「料理の素材の姿をした敵を料理魔法で文字通り“料理する”（退治する）」という内容から、本作を「異色料理漫画」の一つに挙げた。

## ストーリー
時は2XXX年。地球は悪の組織ダークオリエントによって危機にさらされていた。しかし、彼らに立ち向かう2人の魔法少女がいた。その名はかおすキッチン。地球の平和を守るため、彼女達のお料理魔法が今日も炸裂するのだった。

## 登場人物

### 聖モンゴメリ学園

#### かおすキッチン
木ノ森くるみ（きのもり くるみ）
本作の主人公。聖モンゴメリ学園2年生で、14歳。8月31日生まれ。B型。趣味は料理とテレビ鑑賞。得意分野は洋食。
普段はお料理部の部長だが、ダークオリエントに襲撃されると聖なるリョーリングストーンが光り、お料理魔法を扱うかおすキッチンに変身する。明るく元気な女の子だがダークオリエントに対しては容赦の無い攻撃を浴びせ、退治した魔物を食材にして料理を作ってしまうことも。料理以外はからっきしで、五教科すべての成績が悪い上、遅刻・居眠り・忘れ物をしてしまう。実はアイドルになることに憧れている。織絵のHな発言が原因で、キノコが苦手になった。さらに、ラムラの失言が原因でカレーも苦手になった。誉められると滅法強い性格を持っている。
三千院織絵（さんぜんいん おりえ）
もう一人の主人公。聖モンゴメリ学園2年生で、14歳。10月4日生まれ。A型。趣味は料理とラジオ鑑賞。得意分野は和食。
くるみの親友。おしとやかな美貌を誇る。くるみ同様、普段はお料理部の部員だがダークオリエントと戦うため、かおすキッチンに変身する。吹き矢の腕と毒物調合の腕前はなかなかのもので、相手を矢に塗ってある強力なしびれ毒で3日間マヒさせたり、眠り薬で半日間眠らせたりするほど。見た目や口調はおしとやかだが、その反面、好戦的ではないラムラを怯えさせる、かおすキッチンの正体を知ったビーフネスを躊躇なく消そうとする、くるみを始め大切な友達を傷つけられると激昂するなどブラックな一面を持ったり、50mを6.5秒で走り、くるみの殺人的照れ隠しを笑いながらかわし切るなど意外と素早い動きを見せる。ポルチーニ茸とアワビでなにやら生々しい知識をくるみに教えようとし、第13話ではタケノコを使っていた。自らの胸に劣等感を抱いており、胸の大小で女性の価値を決めつけるような男は神様だろうが容赦はしない。
室町時代から続く一子相伝の高級料亭「三千」の娘だが、本人曰く大した店ではない。

#### かおすキッチン関係者
森山悶太（もりやま もんた）
2年生で14歳。7月23日生まれ。B型。趣味はエロい事全般。
くるみのクラスメート。くるみの料理をマズいと茶化して嫌味をかけたり、スカートめくりをするなど、たびたびくるみにちょっかいを出してくる。また他の女子にもセクハラを繰り返す根っからのスケベで、その変態っぷりは学園内に知れ渡っている。同じスケベであるダークオリエントの最高幹部「魔界八神獣」のケンタウラスとは、年齢差も種族の壁も超越して意気投合している。部活はサッカー部。その日の気分でエロワードが書き換えられる斜にかぶった帽子がトレードマーク。アソコは、くるみ曰くホワイトアスパラの形に似ている。
ルーク・M・真壁（るーく・M・まかべ）
体育科の3年生で15歳。12月28日生まれ。B型。趣味はサッカーと勉強。
アメリカ人とのハーフで女子からの人気が高い、くるみの憧れの人。悶太が所属するサッカー部の主将でもある。そのためか、悶太の不祥事を黙認している。バレンタインの一件以来、下着にふんどしを取り入れている。高校に入学した後は相撲部に入り「SHIKORO山」として活躍していたがくるみのドジな行動のせいで「OTAKARA山」に改名されてしまった。
賀川由香里（かがわ ゆかり）
2年生で14歳。6月26日生まれ。O型。趣味は読書。
くるみ達に料理を教わりに来た女の子。通称「ゆかりん」。家に来る彼氏のために手料理を作るが、料理の腕は悪く、くるみ曰く味は「ゲロみたい」な焦げたホットケーキぐらいしか作れないほど。色々とひどい目に遭っているが、部活は新体操部。
青茂先生（あおしげ）
聖モンゴメリ学園の先生。2回目の特別編で初登場。アルマーヌのスーツを着用しているが、悶太を懲らしめようとしたくるみに熱した油をかけられ、唐揚げ状態になってしまった。さらに、龍豪ヶ崎に椅子にされた挙げ句、シャンパンタワーの台にされるなど由香里以上にひどい目に遭っている。
龍豪ヶ崎麗香（りゅうごうがさき れいか）
3年生。学園一のお嬢様だが、龍豪ヶ崎財閥のご令嬢で教師ですら逆らえず、彼女に嫌われて実際に潰した部がたくさんあるほどの権力を持っている。付き人にお宮の松（おみやのまつ）と無法松（むほうまつ）がいる。「お紅茶殺し」や「お食事返し」という技を持っている。織絵の鰻料理のおいしさに舌鼓を打ち戦意喪失してしまうが、お料理部にリベンジを果たそうとするなど諦めてはいなかった。

### 魔界

#### ダークオリエント
ダークネス
本作のボス。「暗闇光石（ダークネスストーン）」によって不死身の肉体を得ている。倒すには「暗闇光石」を破壊しなければならない。ダークオリエントの失敗に堪忍袋の緒が切れ、そして、聖モンゴメリ学園に侵入するが、悶太を追いかけていたくるみに倒されてしまった。本作で唯一かおすキッチンに変身するまでもなく倒されてしまった怪人である。
ビーフネス/牛野まほ（うしの まほ）
22歳。5月3日生まれ。O型。趣味は軽いガーデニングと買い物。
牛（ホルスタイン種）型の魔人。人間の女性に牛の角が生えた様な外見を持つ。角は自分の意志で出したり引っ込めたりすることが可能。作中でのかおすキッチンの最初の相手。部下の魔獣などを率いて街を荒らすが、毎度毎度かおすキッチンに撃退されている。血まみれにされたり劇物ポトフを食べさせられたりするなどトラウマを負うほどの酷い目に遭わされているが、その辛さを上司に分かってもらえない苦労人。上司の訓練に付き合わされたお陰で、「輪投げの腕前だけならかおすキッチンにも負けない」と自負する。人間社会を探るため、普段は江古田銀座の中にある1DKアパート『モンシェリ江古田』201号室で暮らしており、ご近所の人々には当人としては甚だ不本意ながらも好かれている。魔界のジェノサイドバッファロー村という名の村に生まれた所為か、22年間自分の事を凶暴な猛牛の魔人だと思い込んでいた。両親は今もそこで農家を営んでいる。
第18話で、念願の初勝利を納めたが、くるみ達の息の根を止めなかったことから、人間に対する情が芽生え初め、第19話でかおすキッチンRとなった魔界盗賊団の2人が相手だとは納得いかず、くるみをライバルとして励ました。そして、ダークオリエントが壊滅した後、OL「牛野まほ」として働いている。後にラムネスと結婚し1児の母となった。

ドルフィネス
イルカ（バンドウイルカ種）の魔人で、ダークオリエントの司令官。見た目は普通のイルカで、超音波やドルフィンキックを得意とする。かおすキッチンの恐ろしさを知らない為、ふがいないビーフネスの失敗に呆れている。普段はイルカの着ぐるみを着た上で水族館に潜んでいる。第10話で、ラムラの存在に気づいた。
キノコッス
魔人の中では下級ランクのキノコ型魔人で、外見はキノコそのもの。関西弁でしゃべる。ドルフィネスの命により、ビーフネスと組んで街を襲う。相撲が得意だが、それが仇となり、くるみの魔法で木っ端微塵にされ死亡。ポルチーニ茸のリゾットにされてしまう。
カニックス
カニ（ワタリガニ種）の魔人で階級は少佐。左目に眼帯をしている。見た目はほぼ普通のカニだが、ベトナム戦争などを戦い抜いた歴戦の猛者。ビーフネスを投げ飛ばすほどの体術と、かおすキッチンの正体を暴いて暗殺を企む智謀を併せ持つ。身を隠す場所に鍋を選んでしまったことが仇となり、文字通りカニ鍋にされてしまった。味は不味い。自慢のハサミでM16を分解することができる。魔人としてのランクの差はさて置き、ビーフネスにとっては心から尊敬できる人物(カニ)だったようで、彼の最期に涙し、自宅に遺影を飾っている。
ケンタウラス
ダークオリエントの最高幹部「魔界八神獣」の一人であるが、悶太並のスケベ。かおすキッチンに発見され、退却するハメに。人間界は面白いらしく、住みたいと言うほどであるが、微妙に溶け込めていない。お料理魔法を余裕でかわすなど、実力は計り知れないが、実はダークオリエント内では穏健派のようだ。くるみと織絵の将来性には肉体的な意味で期待している。
ドッグ三兄弟
犬の魔人で魔界でも名の知れた凶悪な連中で、砂漠の狂犬の異名を持つ。くるみの弱点であるキノコを使ってくるみをさらう事に成功、更には酒を飲み過ぎてぐったりしていたビーフネスをも亡き者にしようとするが、目を覚ましたビーフネスの証言で舞い上がったくるみの照れ隠しの前に全滅した。
ドーベルマンネス
ドッグ三兄弟の中で一番の凶暴性を持ち、ドーベルマンの耳を持った野盗の容姿をしている。くるみのマジカルところてんの餌食となり死亡。
ラブラドールネス
ドッグ三兄弟の中で一番利口で、ラブラドール・レトリーバーの耳を持った野盗の容姿をしている。くるみのマジカルバーナーに焼かれ焼死。
チワワネス
元気が取り柄で、チワワの耳を持った寄り目の野盗の容姿をしている。くるみのマジカルピーラーの前に敗れ死亡。
ホヤッス
ホヤの魔人。外見はホヤそのもので、鳴き声は「ホヤース」。僅か1コマでくるみに瞬殺された。
ハマグリス
ハマグリの魔人。外見はハマグリそのもので、全部で6匹いる（ドルフィネスが指令を出した際はもう2匹いた描写がある）。1匹はラムネスを挟むが、ラムラの返り討ちに遭い、残りはくるみのマジカル浜焼きで一網打尽にされた。「あらゆる物理攻撃をはね返す」という強靭さが自慢の殻も、役立たず終いであった。
キツネル/狐坂ミサ（きつねざか みさ）
狐の魔人。女子高生にキツネの耳としっぽをつけた姿をしている。人間社会を探る為、普段は、ある高校の女子高生として通学しているが、本人曰く“ビーフネスほど器用ではない”せいで周囲に馴染めず、「かおすキッチンさえいなければ…!!!」と憎悪(酷い逆怨み)を燃やす。呪術見習いであるため、唯一使える「人をドジにする呪い」でくるみを追いつめる。くるみのドジのとばっちりで崖の崩落に巻き込まれた所を、悶太のエロな発想で助けられた。以来、不可解な感情（その時は恋心だと自覚できていなかった）を悶太に対して抱くが、やっている事はただのストーキングであった。
第19話で、ビーフネス同様かおすキッチンRとなった魔界盗賊団の2人が相手だとは納得いかず、くるみ達を永遠のライバルと認め、くるみを励ました。
さらにその後、頑張って編み出した新技と出撃要請を無視され、ふてくされている時に悶太と再会。ありのままの自分の存在と（目的はどうあれ）力を認め、必要としてくれた彼に今度こそ明確な好意を抱き、いい仲になる。ダークオリエントが壊滅した後、「狐坂ミサ」として高校に通っている。くるみが高校に入学じた時点で悶太と一緒に通学していた所を見ると、くるみ達が中学生だった当時は高校1年生であると思われる。
レモネス
レモンの魔人で、ダークオリエント諜報部所属のスパイ。スパイ奥義・レモン☆フラワーでくるみ・悶太・真壁を眠らせることに成功するも、くるみ達を傷つけられた事に激昂した織絵にマジカル果汁絞りで脳天をひねり潰され惨死。
京野菜魔人軍
京野菜の魔人達で、鞍馬山で5年にわたる厳しい修行積んであるが、活躍することなくかおすキッチンに全滅させられた。名前が判明しているのが聖護院ダイゴネス、賀茂ナッス、万願寺トウガラシスの3体のみ。
タイガラス
トラの魔人で、ダークオリエントの剣術指南役。血ヘドを吐くほど修行が厳しく、指導を受けた者は必ず数倍は強くなれるが、ケンタウラスの友人で根っからのスケベである。
ハムチュス
ハムスターの魔人で、タイガラスの門下生。
イカックス
イカの魔人。地球侵略のためにケンタウラスをダークオリエントに復帰させようとしたが、悶太が持って来たセミヌード写真集を見て動転、かおすキッチンの目前で人間界の女子の性道徳意識の乱れに対する不満をブチ撒けてしまい、包丁で切り刻まれ串に貫かれるが、かろうじて生き残った。精神的ショックを受けると口から墨を吐血の如く吐き出してしまう。3本目の特別編のみの登場。
デイジーネス
デイジーの魔人。ビーフネスの「誰でもいいから」という要請を受け、魔界総本部より急遽派遣された。新人獲得のためにダークオリエントが制作した映画で、織絵役を演じたのもこの魔人である。14歳の女子中学生で名前だけなら可愛らしいが、巌のようなオッサン顔で口ヒゲにケツアゴに筋骨隆々の立派すぎる剛尻ボディ、呪いをも受け付けない強烈な闘気と、全てにおいてアンバランスかつバイオレンス。
サボテックス
サボテンの魔人。マジカル天ぷらの餌食となった。

##### 魔獣
ジャークン
ビーフネスが引き連れるプチ魔獣。集団で暴れまわる凶暴な生物だが、毎回お料理魔法で虐殺されている。鳴き声は「ジャー」。2本目の特別編では、言葉が分かるジャークンも登場している。

#### ラムレイス家
ラムラ姫
13歳。4月15日生まれ。B型。趣味はアイドルを目指すこと。
羊（メリノ種）の魔人で、ラムレイス家の最後の一人である姫。人間の女の子に羊の角が生えたような外見を持ち、東北弁でしゃべる。
執事のラムネスにけしかけられかおすキッチンに戦いを仕掛けたが、お料理魔法の恐怖に敢無く戦意喪失。「人間界でアイドルになりたい！｣という自分の夢を打ち明け、くるみ達と仲良くなる。
人間界の世知辛さにもめげない鋼の精神と、生ごみ等を食べても壊れない鉄の胃袋の持ち主。性格はいたって温和で素直。だがそれは、一旦激情に駆られたが最後、眼前の何者をも滅ぼし尽くすか、背後から水でもブッかけられでもしない限り治まらないという危うさの上に成り立つ。『女だらけで水着大会やるやつ』等人間界のテレビ番組を見て、アイドルに憧れるようになったという。そのためか、好きな漫画は中原杏原作の「きらりん☆レボリューション」である。織絵の魔法で強烈な脅しをかけられた。
八百屋のおじさんの紹介により、アパート『モンシェリ江古田』202号室に、隣がビーフネス宅とは露知らず入居。彼女の境遇に、組織外の魔人の存在に警戒心を抱いていたビーフネスの涙腺も緩んだ。以降は牛野さん＝ビーフネスを姉のように慕っている。
ラムネス
羊（メリノ種）の魔人で、ラムレイス家の執事。見た目は羊そのもので、ラムラとは対照的でかおすキッチンを倒すためなら手段を選ばない性格で、ラムレイス王家復興の野望を諦めていない。その考えの持ち主故か、ラムロール卿の新・ラムレイス王国創生の野望に知らないうちに加担させられてしまう事も。かおすキッチンとの初対面で、織絵の魔法によって口封じされた。かおすキッチンと関わっていくうちに、人間に興味を持ち始める。腸が弱いため、所構わず脱糞してしまう。ラムラは従者の下の世話をさせられている事には、特に疑問を抱いていない。胃腸を整えるために胃腸薬を飲もうとしたが、間違えてビーストナノマシンα錠を飲んでしまい獣人型に変身してしまった。獣人型の時の姿は、ひげが生えた美青年に羊の角が生えたような容姿をしている。

#### 新・ラムレイス帝国
ラムロール卿
元ラムレイス王国の神父で、王国を復活するために、ラムラを戻そうとラムネスに提案するが、実は、ラムラの魔力を利用して、魔界に戦乱を起こし、新・ラムレイス帝国を造ろうとする黒幕であった。ラムラを連れ戻そうとしたその途端、アイドルデビューを邪魔されて逆上したラムラの最終ひつじ魔法「ラムラム・キリングフィールド」のビーム砲によって灰燼と化してしまった。

#### 魔界盗賊団「悪ノ華」
ミノタウラン/午城蘭（ごじょう らん）
悪ノ華の一人であるミノタウルスの魔人。かおすキッチンとしての力を得た後、聖モンゴメリ学園の2年生として人間界に潜伏していたが、くるみがビーフネスとキツネルに励まされた事と、織絵が彼女の存在に不信感を覚えた事が仇となり、正体を見破られた
サキュバン/夢殿桜（ゆめどの さくら）
悪ノ華の一人であるサキュバスの魔人。かおすキッチンとしての力を得た後、聖モンゴメリ学園の2年生として人間界に潜伏していたが、くるみがビーフネスとキツネルに励まされた事と、織絵が彼女の存在に不信感を覚えた事が仇となり、正体を見破られた。

#### その他魔人
カプラネス
ヤギの魔人で、ビーフネスの友人。才色兼備な女性の容姿をしている。魔界よりも稼ぎが良いからと、人間界でOLとして働いている。3本目の特別編のみの登場。22話にカプラネスらしき人物が下着を盗まれている。

#### ブラックコスモ団
ダークオリエントの壊滅後に現れたかおすキッチンの新たな敵。最終回と単行本書き下ろしである高校編のみに登場。
アメーバネス
アメーバの宇宙魔人。アメーバが人の形をしているのが特徴。かおすキッチンに瞬殺されてしまった。
オクトパスネス
タコの宇宙魔人。外見はタコそのもの。高校生になった悶太を人質に取ったが、人間として生活をしているミサ（キツネル）の闇の手によって倒された。

### 料理の神
リングルス
金髪にメガネをかけた料理の神様だが、女好きでナンパばかりしている。
リョウール
黒髪をした料理の神様だが、女好きでナンパばかりしている。
ケイオス
料理の神の上司で原初神である女性の神様。厳格な性格で、リングルスとリョウールにリョーリングストーンをくるみ達に届くよう依頼したが、変態な性格が裏目に出てしまい魔界盗賊団「悪ノ華」に奪われた事を後悔していた。押しに弱い。

### その他
三千院奏（さんぜんいん かなで）
織絵の母親で、料亭・三千の女将。織絵のブラックな性格は、母親譲りである。

## 関連用語
リョーリングパワー
かおすキッチンに変身するための聖なる力。
聖モンゴメリ学園（せいモンゴメリがくえん）
かおすキッチンが通っている学校。
江古田銀座（えこだぎんざ）
ビーフネスが人間社会で暮らしているアパートがある近所。ビーフネスとは親切に接している。しかし、ドッグ三兄弟によって壊滅に追い込まれてしまった。
ラムレイス家
魔界でも由緒ある王族。かつて魔人の中で最大勢力を誇っていたが、度重なる魔界の戦乱によって、ラムラと執事のラムネスのみとなってしまい、ひつじ魔人は滅亡の一途をたどっている。優れた血統であるため、電気系の魔法であるひつじ魔法が使える。

### 道具
リョーリングストーン
ダークオリエントが接近すると光り、かおすキッチンに変身すると、リョーリングステッキの先端部分に変化する。初めて使用してから1年で新しいリョーリングストーンと交換しなければならない。
リョーリングステッキ
持ち手部分のボタンを押してかおすキッチンに変身するステッキ。もう一回押すと変身を解除できる。お料理魔法を使用する際の武器にもなる。変身前でもお料理魔法は使用可能。
魔道具・ビーストナノマシンα錠
ダークオリエント開発部が制作した薬。この薬を飲むと獣人型の魔人は一時的に元の凶暴な獣型に戻り、普段は封印されている野獣の力をすべて解放して戦う事ができる。効果は1～2時間。獣型の魔人が飲むと獣人型に変身する。

### 魔法

#### お料理魔法
マジカルふきん
ステッキから出現したふきんで、敵を捕まえる魔法。拭き掃除にも使える。
マジカル茶巾絞り
ステッキからマジカルハンドを出現させて、マジカルふきんで捕まえた敵を茶巾絞りの要領で捻り潰す。中身が動かなくなるまで、力を緩めることは一切ない。同時に血を浴びた敵に精神的ダメージを与える魔法。
マジカルミキサー
ステッキから巨大ミキサーを出現し、敵を切り刻む魔法。いつもフタを閉め忘れるのが難点。
マジカルハンド
ステッキから巨大な手を出現させる魔法。相手の動きを封じるほか、お料理魔法の連携技としても使用できる。
マジカルアイスピック
巨大なアイスピックで相手を攻撃する魔法。攻撃の他にも捕縛に使われる。一度に24本まで発射可能。
マジカルおろし金
巨大なおろし金で、相手を粉々にする魔法。セラミック製で、意外と軽いが切れ味は鋭い。軽い力でも、遠心力を活かしたスイングと特殊形状の刃で木っ端微塵に。
マジカルチョコフォンデュ
巨大な鍋に入っている溶かしチョコで、相手をチョコレート責めにする魔法。相手はチョコのコーティングで身動きが取れなくなる。防御魔法としては使えるが、窒息してしまうため、安易に使わない。
マジカルチョコレート
ステッキから大量の溶かしチョコを出現させ、チョコの大洪水を起こす魔法。その量は校舎の1階分からあふれ出るほどで、もはや災害である。
マジカルピーラー
巨大なピーラーで敵を襲う魔法。威力は高くないが、当たると結構生々しい事になる。半殺しにはちょうどいいが、第8話で魔人1匹を殺している。
マジカル串打ち
巨大な串で敵を串刺しにする魔法。アイスピックに近い形状だが、長さを生かし連続串刺しが可能。鉄製なので熱に強い。
マジカルバーナー
巨大なバーナーで敵を燃やす魔法。約3000度の炎であぶり焼きから火炎放射器のごとく敵を炙り殺すことができる。強力なため、焼き加減には注意が必要。
マジカルバーベキュー
マジカル串打ちとマジカルバーナーのコンボ魔法。必ず外で使用すること、外じゃないと大変なことになってしまう。
マジカルキッチンタイマー
間違った気を起こすと作動する時限爆弾を取り付ける魔法。無理に外そうとしても爆発するおそれがある。お料理魔法の中でも小型な部類に入るが、羊一頭ぐらいなら跡形も残さない程度の威力はある。
マジカルところてん
巨大な天突きで敵をところてんのようにする魔法。非常に鋭い鉄線が張っているため、車はおろか、いろんなものをところてんにできる。
マジカル刺身包丁
巨大な刺身包丁で敵を一刀両断にする魔法。長い刃渡りと鋭い切れ味で素材をつぶさず美しく切れるが、作者曰く、ぶんぶん振り回したりするといろんな意味で注意が必要である。非常にデリケートな魔法である。
マジカルベーキングパウダー
物体に大きくするふくらし粉を振りかける魔法。振りかけられた物体は大きくなるが、成分は謎で、安全性が疑問視される。
マジカルミンチ
巨大なミンサーで、敵を挽肉にする魔法。
マジカル浜焼き
巨大な浜焼きセット（七輪と四角形の網）で、敵を浜焼きにする魔法。
マジカル果汁絞り
巨大な果汁絞り器で敵の体液を搾り取る魔法。ただし、対果実系の魔人専用である。
マジカル牛刀
巨大な牛刀包丁で敵を真っ二つにする魔法。
マジカル天ぷら
巨大な天ぷら鍋（熱した油入り）で、敵を天ぷらのように揚げる魔法。

#### ひつじ魔法
ラムラムボムボム
電気を放出するひつじを召喚する魔法。
ラムラム・キリングフィールド
最終ひつじ魔法で、王冠をかぶった巨大なヒツジの獣人を呼び出し、両手から放つビーム砲で敵を灰燼と化す魔法。

### 呪術
ドジになる呪い
呪術師が最初に会得する呪術、呪いたい相手の顔写真をピンで留めた藁人形を釘で打ち付け、その相手をドジにさせる事が出来る。おどろおどろしい見た目に反して随分とポップな効果だが、頑張って習得した者の前でそれを口にしてはならない。
闇の手
恨みと情念で怨霊達の腕を引きずり出す呪術。
闇の手・竿
千本の腕で敵を絞め殺す闇の手の応用呪術。

### 麗香のお嬢様技
お紅茶殺し
完璧な紅茶が入るまで何度も何度も淹れ直させられ、あまりの地獄に二度と紅茶が飲めなくなる技。
お食事返し
お行儀等という枠を遥かに凌駕したネクストレベルな攻めに相手はもう二度と紅茶が飲めなくなる技。

### ダークオリエント
魔界から現れた悪の組織。首領のダークネスと司令官ドルフィネス、さらに数多くの魔人、魔獣から構成される。地球を征服するために街を荒らしているが、その戦力や詳しい目的は謎に包まれている。水族館「砂川マリンランド」の地下に秘密基地を持ち、日夜世界征服とかおすキッチン打倒の作戦を練っている。また、魔人達は普段は変装して人間社会に潜入している。勤務形態は週6日制で有給休暇制度有り。町内の夏祭りではスポンサーとしても参加していた。

## 単行本
発売時期の『ジャンプスクエア』掲載作品の単行本は、カラーページ付きで438円+税（税込460円）が基本となっていたが、本作の第1巻のみは、カラーページなし税込み410円で発売された。
- 服部昇大『魔法の料理 かおすキッチン』集英社〈ジャンプ・コミックス〉
  1. 2008年8月9日第1刷発行（8月4日発売[集 1]）、ISBN 978-4-08-874561-9
    - 読切「マジカル極道あざみ」「敏感!ばくはつエスパー 一条さん」を収録

  2. 2009年3月9日第1刷発行（3月4日発売[集 2]）、ISBN 978-4-08-874658-6
  3. 2009年11月9日第1刷発行（11月4日発売[集 3]）、ISBN 978-4-08-874756-9

### 集英社BOOK NAVI
以下の出典は『集英社BOOK NAVI』（集英社）内のページ。書誌情報の発売日の出典としている。
1. ↑  “魔法の料理 かおすキッチン/1｜服部 昇大｜ジャンプコミックス｜” (n.d.). 2011年10月26日閲覧。
2. ↑  “魔法の料理 かおすキッチン/1｜服部 昇大｜ジャンプコミックス｜” (n.d.). 2010年10月26日閲覧。
3. ↑  “魔法の料理 かおすキッチン/1｜服部 昇大｜ジャンプコミックス｜” (n.d.). 2011年10月26日閲覧。